# Sin blanca en París y Londres
Sin blanca en París y Londres / Down and Out in Paris and London es un reportaje narrativo autobiográfico que el inglés George Orwell publicó en 1933. Describe su experiencia durante año y medio desde 1928 entre el subproletariado urbano y la marginalidad de las dos metrópolis europeas, a comienzos del siglo XX.

## Historia
Tras pasar cinco años como policía colonial en Birmania, Orwell había vuelto a Inglaterra con el deseo de ser un escritor al servicio de los desfavorecidos. Por entonces algunos periodistas / escritores como él (Jack London, B. Traven, Ramón J. Sender...) asumían los métodos del naturalismo e incluso se infiltraban entre las clases bajas para describir y entender su visión de la existencia en la sociedad moderna, algo que había olvidado el realismo literario burgués en el siglo XIX. Así que, imitando a Jack London en su La gente del abismo / The People of the Abyss (1903), en la primavera de 1928 se propuso sobrevivir como un sin techo falto de todo y se mudó a París, donde permaneció año y medio sobreviviendo entre pobres, locos, mendigos, desventurados, desahuciados, vagabundos, marginados y misérrimos trabajadores temporales, y luego continuó de la misma forma en Londres. Tras pasar por esta experiencia cayó enfermo, y escribió, adoptando un punto de vista analítico, sociológico y casi etnográfico, una especie de libro de viajes sobre el submundo de la pobreza.

## Argumento
En 1933 publicó este su primer libro como un reportaje novelado. Describe con detalle cómo malvive la variopinta baja humanidad a pesar de la miseria, el hambre, el frío, buscando trabajo, durmiendo cuando se puede en pensiones infestadas de chinches, en casas de acogida o en la YMCA, o trabajando de cafetier (camarero que hace infusiones) o como plongeur (lavaplatos) en un hotelucho de París, subsistiendo de restos y fumando colillas tomadas del suelo. Ya puede comer, pero el trabajo es tan extenuante seis días a la semana ("diecisiete horas y media casi sin descanso. Hasta las cinco de la tarde no teníamos tiempo de sentarnos un rato, e incluso entonces el único sitio disponible era el cubo de la basura") que ya casi no duerme (en los recintos colectivos donde se acoge a los vagabundos todos tienen tos crónica y e incontinencia, lo que los obliga a levantarse una y otra vez, y no se puede dormir ni una hora completa) ni puede pensar con claridad. 
Desde la cocina observa que “esencialmente, un hotel elegante es un sitio donde cien personas se afanan como diablos para que doscientas paguen cifras exorbitantes por cosas que no desean en realidad”. Describe además a sus pintorescos compañeros vagabundos, por ejemplo a Bozo, un bohemio artista callejero y se hace amigo de Boris, un ex soldado ruso cojo y muerto de hambre... Describe distintas clases de borrachos y explotadores. Hay muchos inmigrantes extranjeros que solo pueden vivir así: rusos huidos de la revolución, franceses en Londres, ingleses en París, italianos, árabes y africanos y asiáticos diversos. Descubre, entre otras cosas, que la pobreza es llevadera; que calidad y lujo no tienen nada que ver bajo las apariencias y que “los barrios bajos de París son un imán para los excéntricos: gente que ha caído en uno de esos surcos solitarios y medio desquiciados de la vida y ha renunciado a ser decente o normal: la pobreza libera de las normas corrientes de conducta, igual que el dinero libera a la gente del trabajo”.
Vuelto a Londres, descubre que, al contrario que en París, no se puede dormir fuera y en los cuchitriles se duerme y se come peor, se pasa más frío y no hay trabajo. Siempre se come lo mismo: las sempiternas dos rebanadas de pan con margarina y té. Está prohibido dormir dos noches en un lugar gratuito y por eso la mayoría de los vagabundos sucios, cansados, enfermos y desnutridos deambula de un sitio a otro. Entabla amistad con el vagabundo irlandés Paddy Jaques, que echa la culpa del paro a los extranjeros. Descubre que los vagabundos son seres corrientes y comunes que solamente sufren tres cosas: hambre, inactividad forzosa y privación de mujeres.

Has pensado mucho en la pobreza, la has temido toda la vida y sabías que acabarías enfrentándote a ella tarde o temprano; pero resulta ser total y prosaicamente diferente de lo que imaginabas. Pensabas que sería muy sencilla y es complicadísima. Pensabas que sería horrible; es solo aburrida y sórdida. Lo primero que descubres es su peculiar vileza; los cambios que te obliga a hacer, sus complejas mezquindades, tener que rebañar las cortezas

Por fin extrae una conclusión:

Nunca volveré a pensar que los vagabundos son un hatajo de borrachos, ni esperaré que ningún mendigo se sienta agradecido por haberle dado limosna, ni me sorprenderé de que carezcan de energía los que no tienen trabajo, ni me suscribiré al Ejército de Salvación, ni empeñaré la ropa, ni rechazaré una octavilla, ni comeré en un restaurante elegante. Algo es algo.